# Vitalijus Karakorskis
Vitalijus Karakorskis (ur. 2 stycznia 1958 w Bobrujsku) – litewski działacz społeczny i polityczny, przewodniczący Rady Wspólnot Narodowych w Republice Litewskiej.
15 czerwca 2006 został wybrany przewodniczącym Rady Wspólnot Narodowych na Litwie, zrzeszającej litewskie mniejszości narodowe, w tym ZPL. Jest członkiem Rady Litewskiej Wspólnoty Żydów. 
W wyborach parlamentarnych w 2008 kandydował bez powodzenia w okręgu Jurbork z poparciem Partii Odrodzenia Narodowego oraz z 17. miejsca jej listy państwowej.
Mówi biegle w językach rosyjskim, litewskim, białoruskim i polskim.